# Kavaklıdere
Kavaklıdere ist eine Stadtgemeinde (Belediye) im gleichnamigen Ilçe (Landkreis) der Provinz Muğla in der türkischen Ägäisregion und gleichzeitig ein Stadtbezirk der 2012 gebildeten Büyükşehir belediyesi Muğla (Großstadtgemeinde/Metropolprovinz). Seit der Gebietsreform ab 2013 ist die Gemeinde flächen- und einwohnermäßig identisch mit dem Landkreis. Die im Stadtlogo manifestierte Jahreszahl (1954) dürfte ein Hinweis auf das Jahr der Erhebung zur Stadtgemeinde (Belediye) sein.
Der Kreis Kavaklıdere ist der nördlichste Kreis/Stadtbezirk der Provinz/Büyükşehir und grenzt an Yatağan im Osten, an Menteşe im Süden und Westen sowie an Bozdogan in der Provinz Aydin im Norden. Er hat von allen Kreisen der Provinz die geringste Bevölkerung.
Durch das Gesetz Nr. 3644 wurde der Landkreis 1991 gebildet. Hierzu wurde der gesamte Bucak Kavaklıdere aus dem Kreis Yatağan abgespalten. Der Bucak umfasste zur Volkszählung 1985 10.501 Einwohner, davon entfielen auf den namensgebenden Verwaltungssitz 2.374 und auf die Belediye Menteşe 2.441 Einwohner (Der Bucak Menteşe wurde 2012 als Kreis eigenständig). Zur Volkszählung am 12. Oktober 1990 wurden 12.037 Einwohner in 363 Quadratkilometern gezählt, hierbei entfielen 3.339 Einwohner auf die Kreisstadt und 2.388 auf Menteşe.
(Bis) Ende 2012 bestand der Landkreis neben der Kreisstadt aus den drei Stadtgemeinden (Belediye) Çamlıbel, Çayboyu und Menteşe sowie acht Dörfern (Köy), die während der Verwaltungsreform 2013/2014 in Mahalle (Stadtviertel/Ortsteile) überführt wurden. Die drei existierenden Mahalle der Kreisstadt blieben erhalten, während die zwölf Mahalle der drei obgenannten Belediye vereint und zu je einem Mahalle reduziert wurden. Durch Herabstufung dieser Belediye und der Dörfer zu Mahalle stieg deren Anzahl auf 14. Ihnen steht ein Muhtar als oberster Beamter vor.
Ende 2020 lebten durchschnittlich 725 Menschen in jedem dieser ** Mahalle, 2.067 Einw. im bevölkerungsreichsten (Menteşe Mah.).